# Live at the 4 Queens

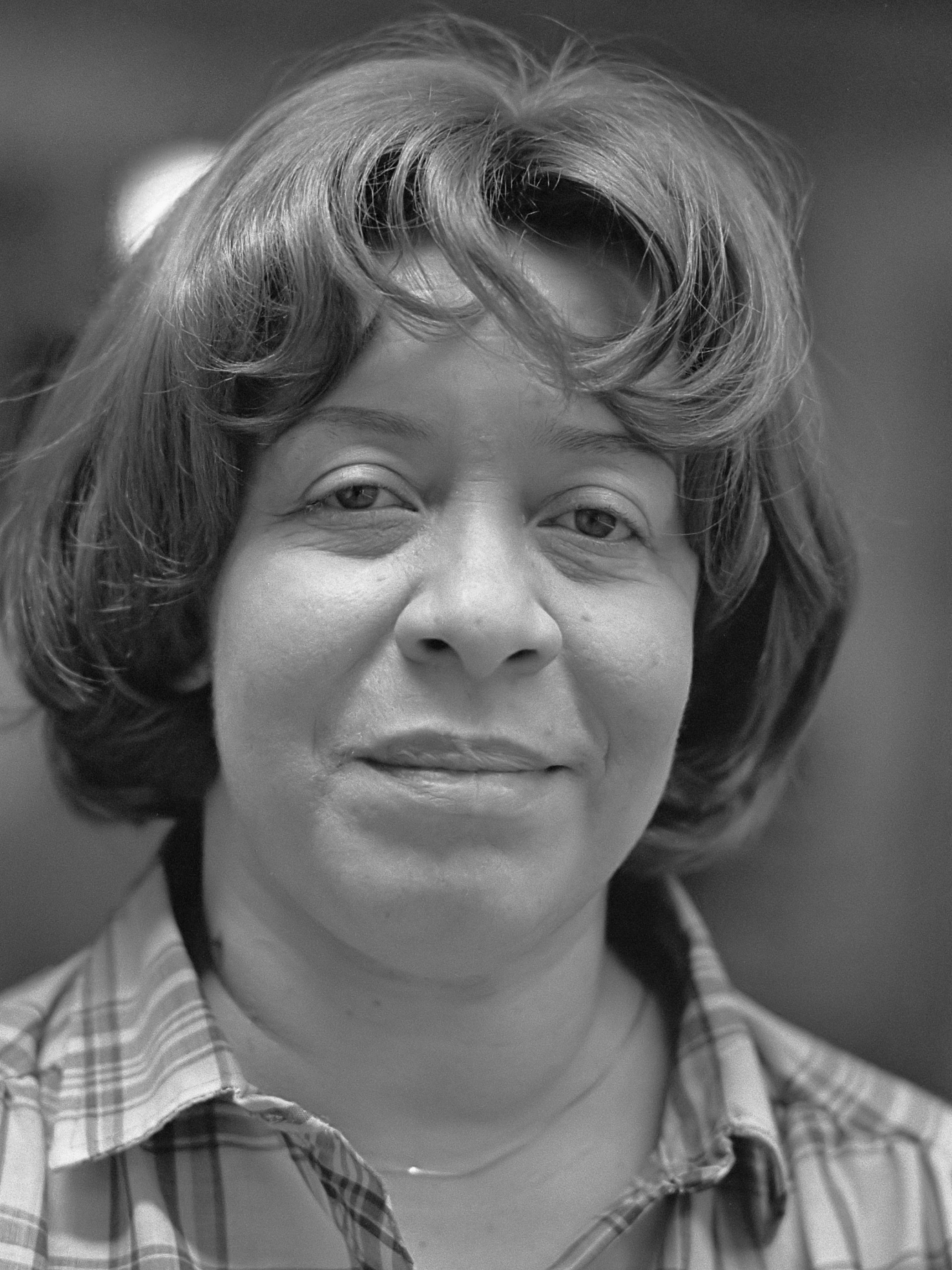
Shirley Horn (1981)

Live at the 4 Queens ist ein Jazzalbum von Shirley Horn, das am 2. Mai 1988 in der French Quarter Lounge des Four Queens Hotel, Las Vegas aufgenommen und am 16. September 2016 bei Resonance Records veröffentlicht wurde.

## Hintergrund
„Wie jeder weiß, der sich mit Horns Geschichte auskennt“, schrieb Christopher Loudon in seiner Rezension des Albums Live at the 4 Queens, „entwickelte sich ihre Karriere von Mitte der 1950er bis Anfang der 60er-Jahre stetig, doch beschloss sie, die Tourneen und Aufnahmen zugunsten ihrer Familie zu beschränken und blieb bis in die frühen Achtzigerjahre im Halbruhestand.“ In der Tat hat ihr Comeback erst 1986 begonnen, als sie einen Plattenvertrag bei Verve unterschrieb. Dieses 54-minütige Set hält Shirley Horn kurz vor dem Beginn ihres mächtigen Wiederaufstiegs fest, einen Tag nach ihrem 54. Geburtstag im Mai 1988, begleitet von ihrem l<angjährigen Rhythmus-Team aus dem Bassisten Charles Ables und dem Schlagzeuger Steve Williams.
„Selbst während der Dürreperioden, als der Jazz auf der kommerziellen Bühne war, blieb Las Vegas eine ziemlich sichere Sache für eine Chanteuse, die es wert war, einen Casino-Gig zu bekommen“, schrieb Derek Taylor. Die Sängerin Shirley Horn hat sich sicherlich dafür qualifiziert, als 1988 das Material zu Live at the 4 Queens auf Band kam.
Das 56-seitige Booklet und ein 33-minütiger Dokumentarfilm, den Resonance produziert hat (und hier veröffentlicht), bietet Einblicke das Leben und die Karriere der Künstlerin.

## Titelliste
- Shirley Horn: Live at the 4 Queens (Resonance Records – HCD-2015)

1. Hi-Fly (Randy Weston)
2. You’d Be So Nice to Come Home To (Cole Porter)
3. Meditation (Meditação) (Antonio Carlos Jobim)
4. The Boy From Ipanema (Jobim)
5. Isn’t It Romantic (Rodgers & Hart)
6. Lover Man (Oh Where Can You Be?) (Jimmy Davis, Ram Ramirez, Jimmy Sherman)
7. Something Happens to Me (Jack Segal, Marvin Fisher)
8. Just for a Thrill (Lil Armstrong, Don Raye)
9. Blues for Big Scotia (Oscar Peterson)

## Rezeption

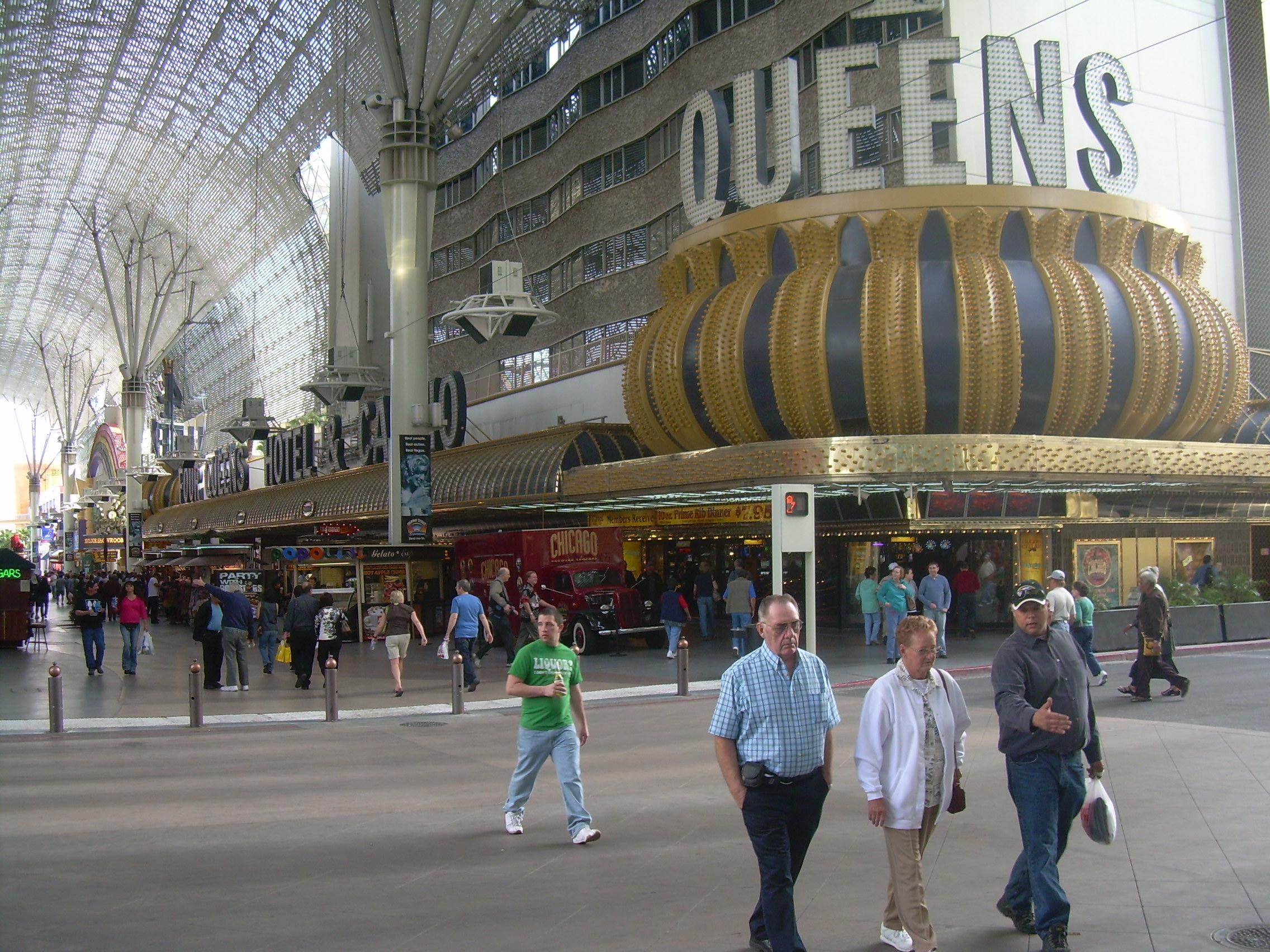
Das Four Queens Hotel und Casino an der Fremont Street in Downtown Las Vegas (1999)

C. Michael Bailey schrieb über die Sängerin in All About Jazz: „Sie war wie Miles Davis und Ahmad Jamal meisterhaft darin, den schwer fassbaren Herzschlag, den man in den langsamsten Tempos Swing nannte, beizubehalten. Ihre Balladenbehandlungen können als roter Faden durch die Ansätze von Rebecca Parris, Patti Wicks und Sue Sheriff verfolgt werden. Sie war eine musikalische Naturgewalt, die sich bewusst, nachdenklich und seelenvoll vorwärts bewegte.“ Live at the 4 Queens sei eine „Bereicherung ihres aufgenommenen Werkes“; es sei „ein temperamentvolles Recital“. Der Autor weist darauf hin, dass Horn während dieser Zeit in ausgezeichneter gesundheitlicher Verfassung war. Ihr Balladen-Können präsentierte sie bei „Lover Man“, „You’d Be So Nice to Come Home To“ und „Just for a Thrill“, „wobei das letzte Stück gerade schnell genug gespielt wurde, um den Puls des Jazz zu halten. Es ist eine Meisterleistung.“ Shirley Horn sei aber auch in der Lage, das Tempo zu erhöhen und zu swingen, wie sie es bei „The Boy from Ipanema“ und bei einer Tour-de-Force-Interpretaion von „Isn’t it Romantic“ tut, wo sie ihre beträchtlichenfähigkeiten am Piano zeige. Der Autor resümiert: „Von Shirley Horn kann man nie genug hören.“
Christopher Loudon schrieb in JazzTimes, das Four Queens Hotel sei einer der wenigen Spielstätten in Las Vegas gewesen, „die Jazzkünstler in ihrer Geschichte proaktiv unterstützt haben.“ Shirley Horns „unvergleichlicher Gesangsstil, schneckenlangsam und kaschmirweich, wird herrlich in den Balladen ausgeführt“, so in „Just for a Thrill“, „Lover Man“ und Tom Jobims zärtlicher „Meditation“, aber auch in der lebhalfteren Auswahl, etwa in Cole Poerters Musicalsong „You’d Be So Nice to Come Home To“ (1943) geübt oder im zweiten Jobim-Song „The Girl from Ipanema“ (1962). Aber diese Sammlung ist ebenso ein Schaufenster für ihre Instrumentalkunst, einschließlich ihrer Eröffnungssalve, einer frechen Interpretation von Randy Westons „Hi-Fly“; ihr abschließendes Statement, Oscar Petersons lebhaftes, brodelndes „Blues for Big Scotia“; und mittendrin eine dicht einfallsreiche, 10-minütige Darbietung von „Isn’t It Romantic?“ von Richard Rodgers und Lorenz Hart.
Dave Gelly verlieh dem Album im britischen Guardian vier (von fünf) Sterne und meinte unter der Überschrift, „hypnotisch intim“, „Lieder am Klavier“ sei eine Sache, „aber gleichzeitig brillant zu singen und Klavier zu spielen, ist etwas ganz anderes. Das hat Shirley Horn getan.“ Sie sei zu Recht für ihre hypnotisch langsamen und intimen Balladen-Darbietungen gefeiert worden, war jedoch in jedem Tempo beeindruckend. Dieser zum ersten Mal veröffentlichte Live-Set von 1988 enthält sechs typisch subtile Beispiele für ihr Zusammenspiel zwischen Gesang und Klavier, einschließlich der großartig ausgedehnten Version der Ballade „Lover Man“. Es gibt auch zwei Instrumentals, die ihre Macht als Jazz-Solistin und ihre berühmte Beziehung zu Bassist Charles Ables und Schlagzeuger Steve Williams offenbaren.
Marc Myers (Jazzwax) meinte: „Was wir aus diesem Live-Set lernen, ist, dass Horn in erster Linie eine Jazzpianistin war. Es ist schwer, an eine andere Jazzsängerin zu denken, die so gut und kraftvoll Klavier spielen könnte. Vaughan und McRae konnten natürlich gut spielen, aber nicht mit Horns Mut und Gewalt. Auf dem Eröffnungs-Track des neuen Albums, einem Instrumentalstück, nimmt Horn Randy Westons ‚Hi-Fly‘ auf und treibt den Song auf der ganzen Strecke voran.“ Was den Rest des Albums angehe, so Myers, sei ihr Gesang ein wenig dünn, wobei die Auswahl der Songs nicht besonders aufregend sei. (Myers nennt als Beispiele „The Boy von Ipanema“, „Lover Man“, „You’d Be So Nice“ und „Isn’t It Romantic?“). Die Ausnahme sei „Something Happens to Me“, das „ein angesagtes, frisches Popgefühl vermittelt“. Ein anderes Problem sei, dass das gute Bassspiel von Charles Ables zu laut abgemischt wurde und Horns Gesang überwältigte. „Es sei darauf hingewiesen, dass Steve Williams’ Schlagzeug auch hier perfekt zu Horn passt.“
„Letztendlich ist auf diesem Album zu erkennen“, lobte Myers, „dass Horn eine begabter Jazzpianistin war, die auch singen konnte. Während ich mir das Album anhörte, fragte ich mich oft, wer hinter Horn das hervorragende Klavier spielte, bis ich merkte, dass es sie war - nicht zu komponieren, sondern tatsächlich ihre Stimme zu begleiten. So gut war sie als Spielerin und Selbstbegleiterin. Wenn Sie das Wunder von Horns Klavier hören möchten, suchen Sie nach Carmen McRaes [Album] Sarah: Dedicated to You, auf der McRae singt und vom Shirley Horn Trio unterstützt wird, in dem Charles Ables (kb) und Steve Williams (dr) zu hören sind.“ Es sei eine Schande, so Myers’ Resümee, „dass keiner der Jazzproduzenten, denen Horn während seiner Karriere begegnete, die Idee hatte, sie nur am Klavier aufzunehmen - sogar an einem Soloklavier. Während Horns Stimme intim war, spielte sie noch mehr. Was für ein Album wäre das gewesen!“
Derek Taylor schrieb in Dusted, Randy Westons „Hi Fly“ diene als Instrumental-Opener, und Horn lasse alle Zweifel an ihrem Klavierspiel mit einer kraftvollen Wiedergabe der knalligen, rollenden Melodie aufkommen, die von ihrer regelmäßigen Rhythmusgruppe Ables/Williams unterstützt wird. In „You’d Be So Nic to Come Home To“ verlangsamt das Tempo zu einem zwanglosen Spaziergang, wobei Williams zu den Besen wechselt und Horn den amourösen Text mit einer wissenden Lockerheit der Kokette intoniert. Mit der brasilianischen „Meditation“ wechsele der Stil erneut, die erste von mehreren Balladen, die Horns bevorzugtes Element sei. Die Verstärkung von Ables sei besonders in der freien Umgebung gegenüber Williams’ Bossa Nova Beat spürbar, „aber Horns wehmütige Phrasierung bleibt unbeirrt in seiner sorgfältigen Konstruktion einer emotionalen, von Einsamkeit umrahmten Reflexion. Die mit ‚The Boy from Ipanema‘ eingenommenen Geschlechterfreiheiten drohen eine ohnehin schon verdächtige Auswahl aufzuheben, aber Horn macht es möglich, indem sie das Ganze direkt spielt und die aufzugsfähige Hymne mit einem spielerischen und widerstandsfähigen Brausen aufbaut.“

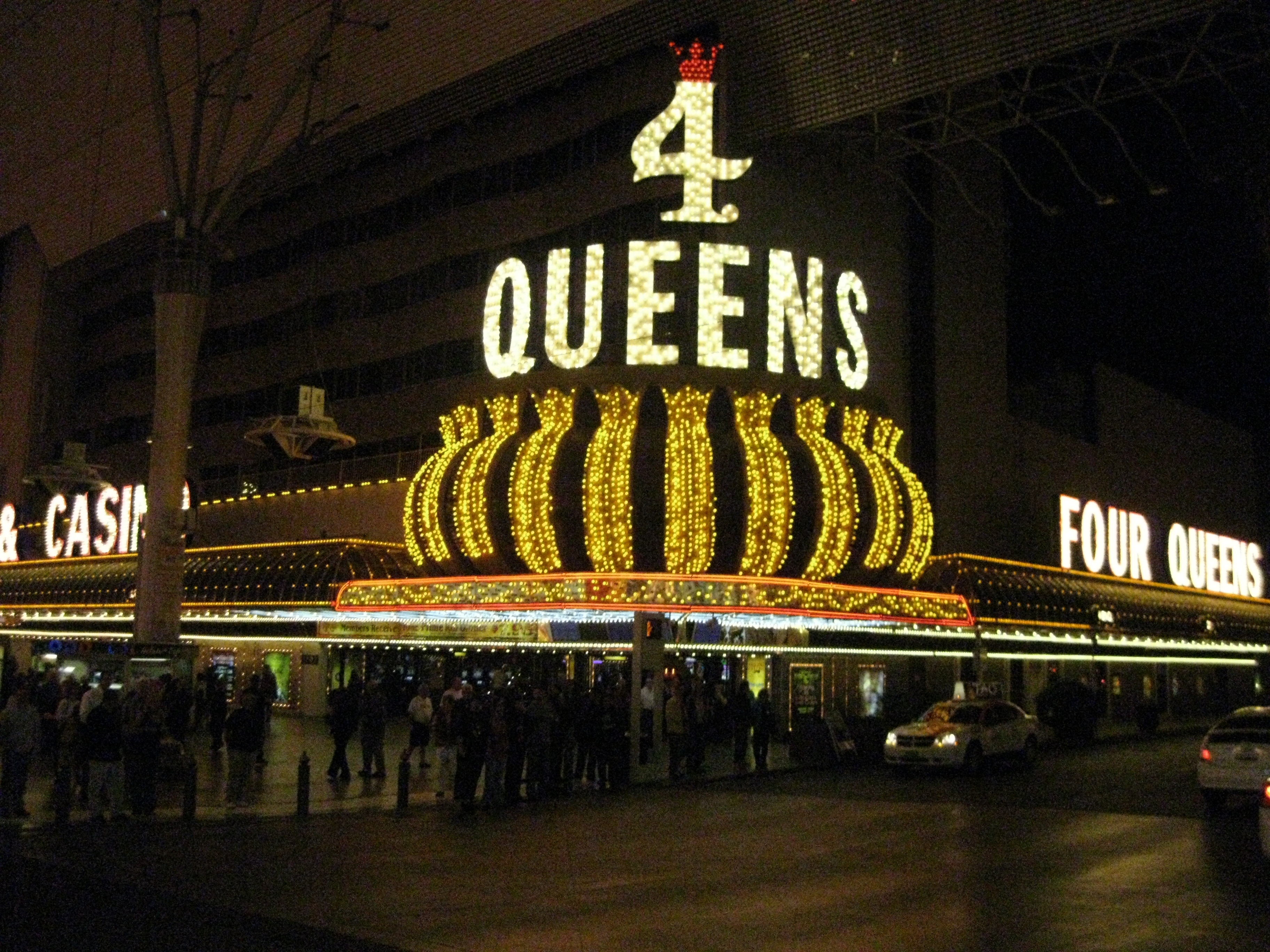
Das Four Queens Hotel bei Nacht (2009)

„So gut wie Horns Klavier in den anfänglichen Nummern klingt, erblüht die zehnminütige Interpretation von ‚Isn’t It Romantic‘, die mit einem spürbaren Spaß auffällt, voll von ihrem Talent. Ables und Williams sind an ihren Flanken aktiv und drücken ihre geschickte rechte Hand auf eine Reihe eleganter Schnörkel, die sich niemals von der Melodie entfernen und dennoch frisch und frei von Künstlichkeit klingen. Jeder wird mit Solo-Parts belohnt, die sich eher als arbeiterhaft als geradezu inspirierend erweisen. ‚Lover Man‘ und ‚Something Happens to Me‘ lenken den Set zurück zu ruhigerem und intimem Balladenspiel, aber selbst wenn die Flamme vergleichsweise niedrig flackert, lässt Horn nichts aus, was dem Publikum gefallen kann.“
Bobby Reed meinte im Down Beat, das neue Album von Shirley Horn (1934–2005) sei für die gefeierte Sängerin/Pianistin ein ruhmvoller „Vierter Akt“, nach ihrem Bebüt 1960 (Embers and Ashes) und ihrem Versuch, in der Jazzwelt Fuß zu fassen, Akt II in dem Horn sich dem Familienleben widmete und Akt III, der viele kommerzielle und kritische Höhepunkte aufwies, beginnend mit I Thought About You: Live at Vine St. von 1987 und ihren Grammy. Für die 1998er CD I Remember Miles. Der vierte Akt bedeute eine Phase der Wiederentdeckung, die von Live at the 4 Queens ein Fundament bekäme. Höhepunkt des Albums sei nach Ansicht des Autos der Klassiker von Rodgers & Hart „Isn’t it Romantic?“; die zehnminütige Instrumentalfassung auf 4 Queens sei „ein grandioses Vehikel für Horns maßgeblichen, swingenden“ Pianostil. Die letzte Melodie, bei der Horn dramatische Pausen in ihre Klavierlinien und ihre Gesangsdarbietung einsetzt – illustriert, wie Horns einzigartige Anziehungskraft darin lag, wie sich Spiel und Gesang so elegant ergänzten. Dieses Programm aus bisher unveröffentlichtem Material endet mit einem instrumentalen Rummel durch Oscar Petersons „Blues For Big Scotia“.
Beim Jazz Critics Poll des National Public Radio errang das Album in der Kategorie Rara Avis Ende 2016 den neunten Platz; Sieger war das Album In Paris: The ORTF Recordings von Larry Young.